# Oświęcim
Oświęcim là một thị trấn thuộc tỉnh Małopolska, miền nam Ba Lan, cách Kraków khoảng 50 km về phía tây, gần ngã ba của sông Vistula và sông Soła. Thị trấn từng được biết đến là địa điểm tập trung của trại Auschwitz (trại này còn được gọi là KL hoặc KZ Auschwitz Birkenau) trong suốt Chiến tranh thế giới lần thứ hai, khi Ba Lan vẫn nằm dưới sự kiểm soát của Đức Quốc xã. Tổng diện tích của thị trấn là 30,3 km² (trong đó rừng chiếm 1% diện tích). Tính đến năm 2016, dân số của thị trấn là 39.057 người với mật độ 1.300 người/km².

## Vị trí địa lý và giao thông
Oświęcim nằm giao giữa Quốc lộ 44 với các đường tỉnh 933 và 948. Thị trấn cũ của Oświęcim nằm ở phía đông của sông Soła, với Quảng trường Market (Rynek Główny) nằm ở trung tâm. Nhà ga đường sắt nằm bên kia sông, ở phía tây bắc của thị trấn. Bảo tàng Nhà nước Auschwitz-Birkenau nằm ở làng Brzezinka, phía tây nhà ga. Các nhà máy hoá chất nằm ở phía đông của thị trấn.
Thị trấn có các trạm xe buýt lớn nằm ở phía đông và chúng được điều hành bởi Công ty PKS Oświęcim. Ngoài ra còn có một số tuyến đường sắt nội địa đến các thành phố Kraków, Katowice và Czechowice-Dziedzice; và tuyến đường sắt quốc tế đến Vienna và Prague. Sân bay gần nhất cách thị trấn Oświęcim khoảng 60 km, đặt tại Kraków Balice. Các xã lân cận của thị trấn gồm có Chelmek, Libiąż…

## Khí hậu
Oświęcim có khí hậu lục địa được đặc trưng bởi bốn mùa rõ rệt (xuân - hạ - thu – đông). Lượng mưa phân bố khá đều trong suốt cả năm, mặc dù mùa xuân và mùa hè có lượng mưa nhiều hơn. Khí hậu mùa hè thì ấm áp trong khi mùa đông thì lạnh và có gió. Sương mù khá phổ biến trong suốt cả năm.

## Thể thao
- Đội khúc côn cầu trên băng của TH Unia Oświęcim đã giành chức vô địch 8 lần vào năm 2010 [7]
- Câu lạc bộ thể thao Unia Oświęcim được thành lập vào năm 1946, bao gồm các bộ môn đấm bốc, bóng bàn, bóng chuyền, điền kinh, đạp xe và bóng rổ.
- Ngoài ra, thị trấn còn có các môn thể thao khác như bơi lội, trượt băng nghệ thuật và bóng đá phối hợp.

## Những nhân vật nổi tiếng xuất thân từ Oświęcim
- Các vận động viên trượt băng nghệ thuật nổi tiếng người Ba như: Lan Sabina Wojtala, Dorota Siudek và Mariusz Siudek
- Marian Kasperchot - họa sĩ người Pháp gốc Ba Lan
- Beata Szydło - thủ tướng thứ 16 của Ba Lan
- Các thành viên của Nghị viện (Sejm) được bầu từ khu vực bầu cử này bao gồm: Beata Szydło (PiS), Jarosław Szlachetka (PiS), Ewa Filipiak (PiS), Zbigniew Biernat (PiS), Marek Polak (PiS), Marek Polak (PiS) PO), Józef Brynkus (K'15)